# Жак Стокман
Жак Стокман (фр. Jacques Stockman, нар. 8 жовтня 1938, Ронсе — пом. 4 травня 2013) — бельгійський футболіст, що грав на позиції нападника. По завершенні ігрової кар'єри — тренер.
Виступав, зокрема, за клуби «Андерлехт», «Варегем» та «Андерлехт», а також національну збірну Бельгії.
П'ятиразовий чемпіон Бельгії. Дворазовий володар Кубка Бельгії.

## Клубна кар'єра
У дорослому футболі дебютував 1957 року виступами за команду клубу «Андерлехт», в якій провів дев'ять сезонів, взявши участь у 236 матчах чемпіонату. Більшість часу, проведеного у складі «Андерлехта», був основним гравцем атакувальної ланки команди. У складі «Андерлехта» був одним з головних бомбардирів команди, маючи середню результативність на рівні 0,6 голу за гру першості. За цей час п'ять разів виборював титул чемпіона Бельгії.
Протягом 1966—1967 років захищав кольори команди клубу «Льєж».
Своєю грою за останню команду привернув увагу представників тренерського штабу клубу «Варегем», до складу якого приєднався 1967 року. Відіграв за команду з Варегема наступні п'ять сезонів своєї ігрової кар'єри.
У 1972 році повернувся до клубу «Андерлехт», за який відіграв 1 сезон. Завершив професійну кар'єру футболіста виступами за команду «Андерлехт» у 1973 році.

## Виступи за збірну
У 1958 році дебютував в офіційних матчах у складі національної збірної Бельгії. Протягом кар'єри у національній команді, яка тривала 10 років, провів у формі головної команди країни 32 матчі, забивши 13 голів.

## Кар'єра тренера
Розпочав тренерську кар'єру відразу ж по завершенні кар'єри гравця, 1973 року, на два роки очоливши тренерський штаб клубу «Мускрон».
Й останнім місцем тренерської роботи був клуб «Мускрон», головним тренером команди якого Жак Стокман удруге працював з 1985 по 1988 рік.
Помер 4 травня 2013 року на 75-му році життя.

## Титули і досягнення
- Чемпіон Бельгії (5):

«Андерлехт»: 1958-1959, 1961-1962, 1963-1964, 1964-1965, 1965-1966
- Володар Кубка Бельгії (2):

«Андерлехт»: 1964-1965, 1972-1973